# Tenax Sild
Tenax Sild A/S er en dansk producent af sild og andre fiskeprodukter. De har hovedkvarter i Nyborg med produktion i Nyborg og Ålbæk. Tenax Sild blev etableret af Jørgen Pedersen i 1987. De sælger deres fiskeprodukter under mærkerne Tenax, Lykkeberg, Skagen og Fiskemandens. Der er ca. 130 ansatte i Tenax Sild. 